# 皆川秀隆
 皆川 秀隆（みながわ ひでたか）は、江戸時代前期の旗本。

## 略歴
常陸国府中藩2代藩主・皆川隆庸の次男として誕生。幼名は又七郎。
正保2年（1645年）2月5日に父が死去し、同年5月21日に兄・成郷が家督を継いだ際、常陸行方郡内5,000石を分与され寄合に列した。ほどなく兄・成郷が同年6月4日に嗣子なくして22歳で没し、府中藩皆川氏は断絶した。
慶安元年（1648年）5月に甲府城勤番に赴き、承応2年（1653年）に下館城勤番の任を溝口宣秋と共に勤め、明暦3年（1657年）に再び下館城勤番の任半ばで32歳で没した。法号は凉説。家督は子・広隆が継いだ。